# Bhikkhu

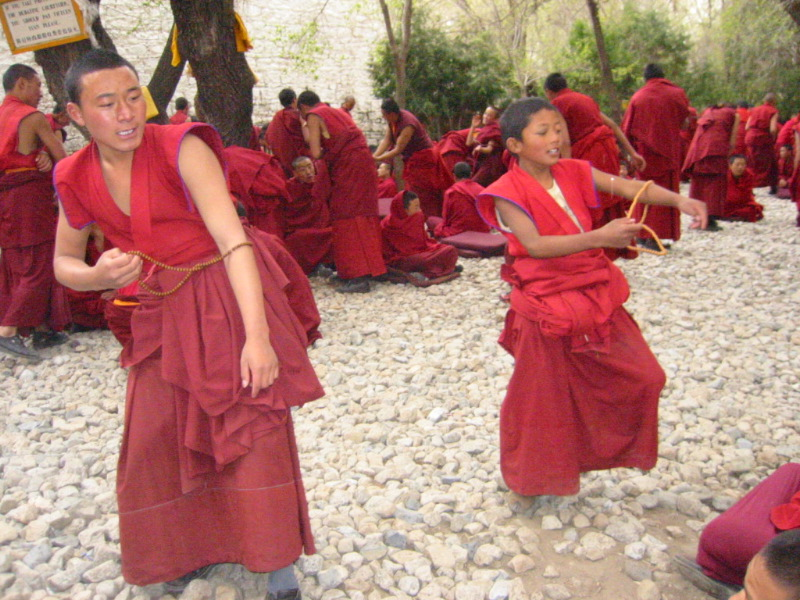
Tibeti szerzetesek egy hagyományos vitagyakorlat közben.

A bhikkhu (páli, szanszkrit: भिक्षु bhiksu) felvételt nyert férfi buddhista szerzetes. A buddhista apácát bhikkhuninak (szanszkrit: भिक्षुणी bhiksuní) nevezik.
A bhikkhuk és bhikkhunik életét a prátimoksa vagy más néven a pátimokkha törvényei szabályozzák. A spirituális gyakorlást elősegítő életvitelük szerint egyszerű, meditatív életet élnek, hogy elérhessék a nirvánát.
20 éves kor alatt nem vehetnek fel senkit a rendbe bhikhuként vagy bhikhuniként. Nekik először fiú (srámanéra) vagy lány (srámanéri) növendékként kell kezdeniük.

## Meghatározás
A bhikkhu szó szerinti jelentése "koldus" vagy "az, aki alamizsnából él". A történelmi Buddha, Sziddhártha herceg 29 éves korában maga mögött hagyta az anyagi gazdagságot és koldusként folytatta életét. Azon komolyabb tanítványai, akik szintén maguk mögött hagyták a világi javaikat és a felügyelete alatt tanultak, szintén átvették ezt az életvitelt. Az ő közösségükből alakult a szerzetesek és az apácák közössége, a szangha. Együtt jártak városról városra egész évben és csak az esős időben telepedtek le egy helyen (vassza). A koldulás elősegíti az olyan spirituális tulajdonságokat, mint az alázatosság és közvetlen rálátást nyújt arra, hogy meg lehessen érteni, hogy az emberi lények egymástól függenek.

A Buddhagósza által írt Dhammapada szövegek magyarázatában a Bhikkhu az a személy, aki látja a veszélyt (szanszára avagy az élet körforgásainak veszélyét). Ezért felvételt keres a rendbe, hogy megszabadulhasson. A Dhammapada állítása szerint:
[266-267] Attól még nem szerzetes, hogy másoktól szerzett alamizsnán él. Nem a külső formától válik szerzetesség. Bárki, aki itt szent életet él, túllép az erényen és a vétségen, és értéssel halad tovább a világban — ő tényleg szerzetes.
Történelmi okokból a nők hosszú ideig nem nyerhettek teljes felvételt a théraváda és tibeti buddhizmusban. Ma már azonban újból helyreállították a bhikkhuni státuszát.

## Rendbe való felvétel

### Théraváda
A théraváda szerzetesség a páli kánon fő előírása köré szerveződik, amely a Vinaja-pitaka. Világi emberek is növendékké válhatnak (páli: srámanéra és srámanéri). Ezt követően tíz szabályt kötelesek betartani. A bhikkhu vagy bhikkhuni teljes felvétele (páli: upaszampadá) után a betartandó szabályok listája jóval hosszabb.

### Mahájána

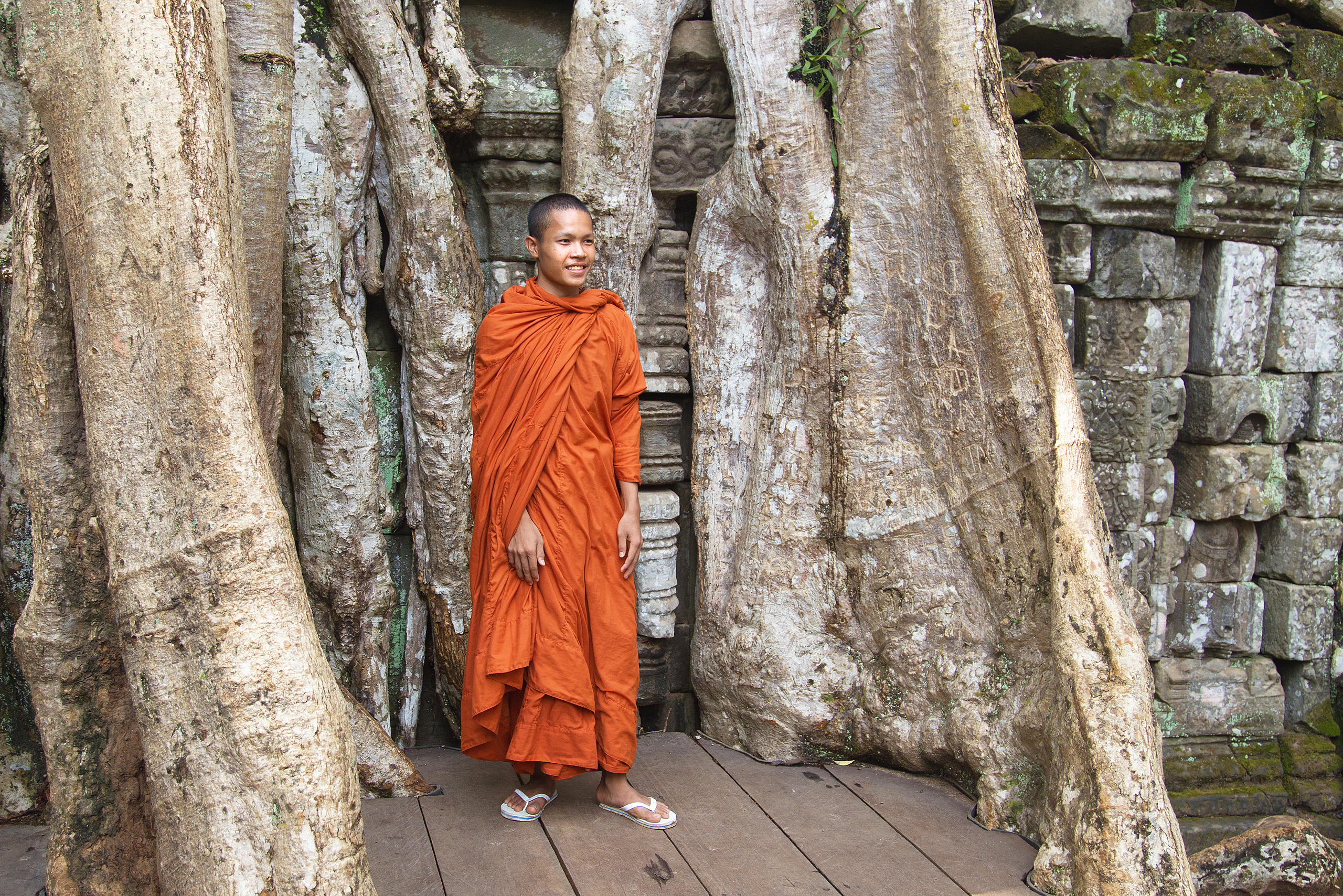
Kambodzsai szerzetes csuhában

A mahájána hagyományban "az egyéni megszabadulás fogadalmai" a rendszer részét képezik. Ezeket a fogadalmakat a közönséges szangha szerzetesei és apácái teszik, azért, hogy fejlesszék személyes etikai fegyelmüket. A mahájána és vadzsrajána buddhizmusban a szangha kifejezést gyakran értik a történelmi árjaszangha csoportjára, akik elérték az első bhúmi szintjét.
A fogadalmat négy lépésben teszik. A világi személy leteheti az upászaka és upásziká esküt (tibeti: dge sznyan, dge snyan ma "erény közelítése"). Ezután kell rálépni az egyházi élet útjára, amely együtt jár a szerzetesi ruha viselésével is. Ezután válhat srámanerá vagy srámanerí növendékké. Legvégül teszik le az összes bhikkhu vagy bhukkhuni esküt, hogy "teljes felvételt" nyerjenek.
Az esküket egész életre teszik, de le is mondhatnak róluk és visszatérhetnek a világi életbe és ezután később akár újból le is tehetik az esküt még összesen háromszor vagy hétszer, az adott iskolától függően. Ez után a szangha nem fogadja már el a jelentkezését. Így tartják a fogadalmakat tisztán. Be lehet tartani vagy le lehet adni, de rendkívül negatívnak tartják megszegni azokat.

### Ruházatok

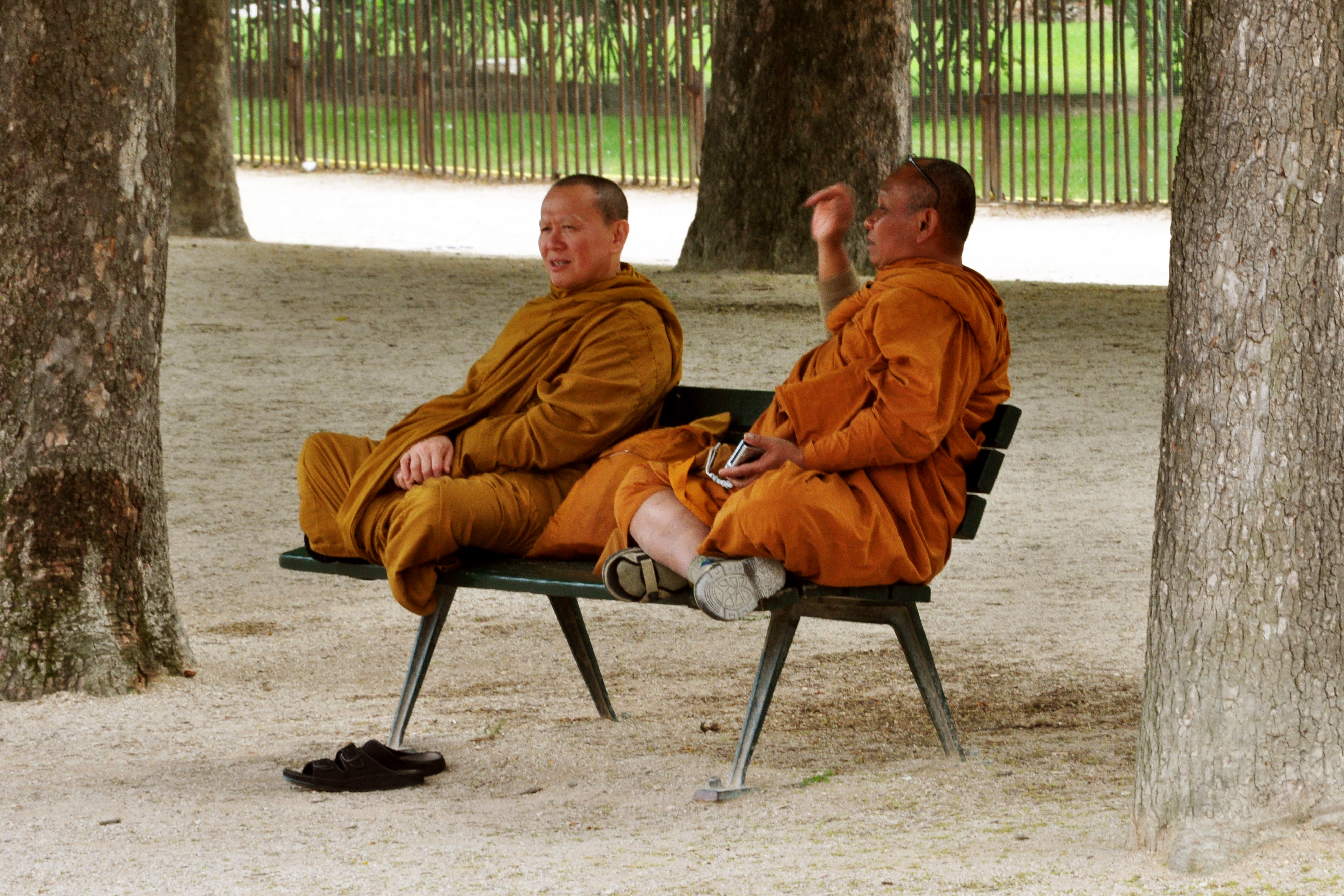
Két szerzetes vöröses-sárga csuhában

A felvételt nyert emberek ruhája az olcsó ruhát kívánja megjeleníteni, amelynek egyetlen célja, hogy megvédje a testet az éghajlati viszontagságoktól. A szerzetesek gyakran varrják saját ruhájukat az adományokból. Nem szabad egyetlen anyagból készülniük, hanem több darabból kell összetoldani. Mivel Kasmirban a legolcsóbb anyag a vörös volt, a tibeti hagyományban vörös ruhát viselnek. Délen a sárga játszott hasonló szerepet, bár a sáfrány sárgának kulturális okai is vannak Indiában. Kelet-Ázsiában a ruhák színe változik a sárgától a barnáig (Thaiföld), a vöröstől a liláig (Burma) és a szürkétől a feketéi (Vietnam).
A tibeti növendékek és szerzetesek ruhái sok dologban eltérnek, főleg a ruhán lévő lyukak elhelyezkedései. Egyes szerzetesek megtépik a ruhájukat majd újra összefoldozzák azokat. Az Upaszakák nem viselhetnek "csö-göö"-t, az a növendékek és szerzetesek kiváltsága.
A mahájána hagyományban a bhikkhuk tehetnek további fogadalmakat is, amelyek nem a renddel kapcsolatosak. Ide tartoznak a bódhiszattvafogadalmak, a szamaja fogadalmak és egyéb mások, amelyek természetesen nyitva állnak minden világi személy számára is.

## Galéria

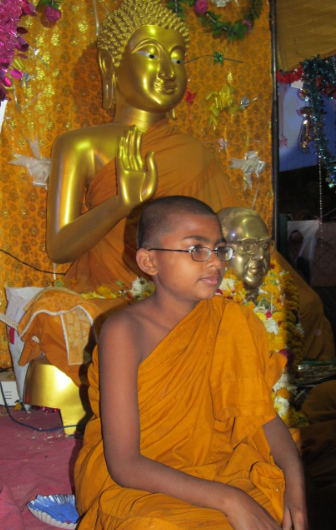
Fiatal indiai szerzetes.
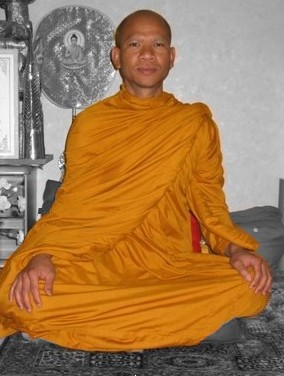
Buddhista szerzetes Laoszban
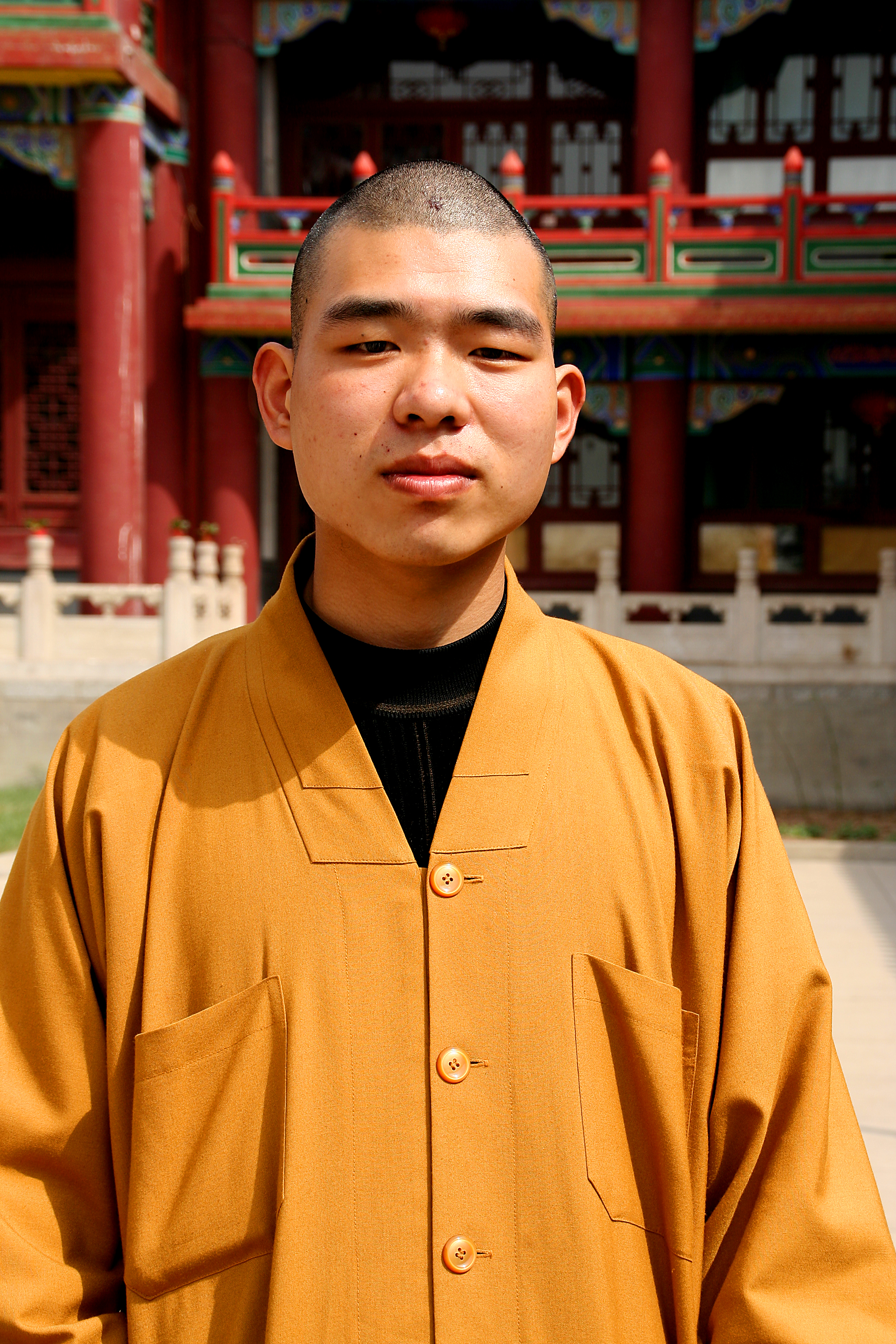
Buddhista szerzetes Kínában
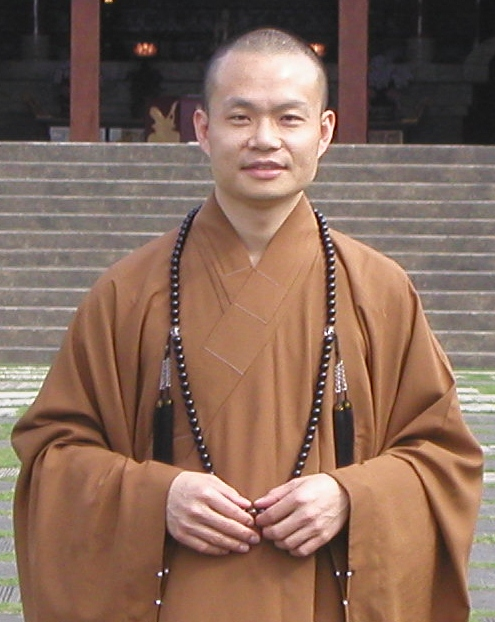
Buddhista szerzetes Tajvanban
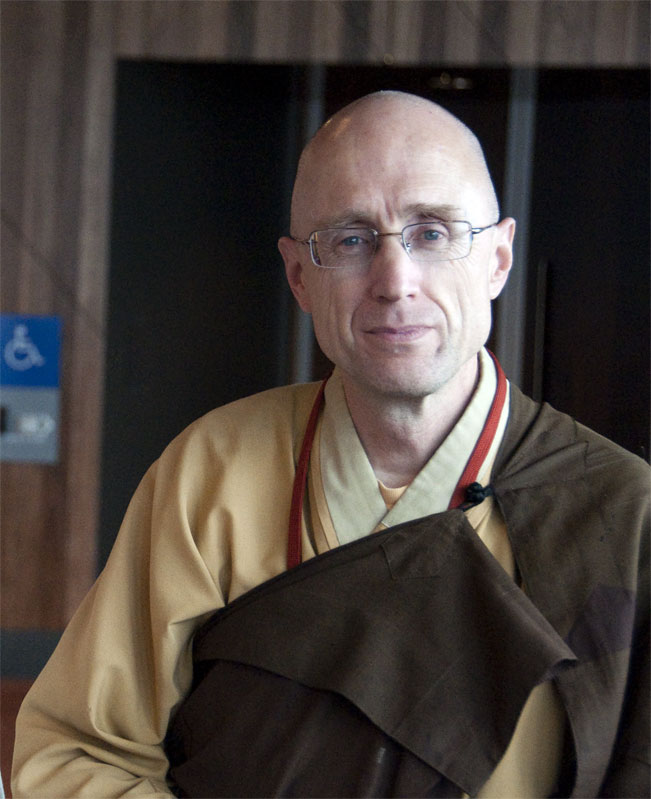
Buddhista szerzetes az USA-ban (Kínai buddhizmus)
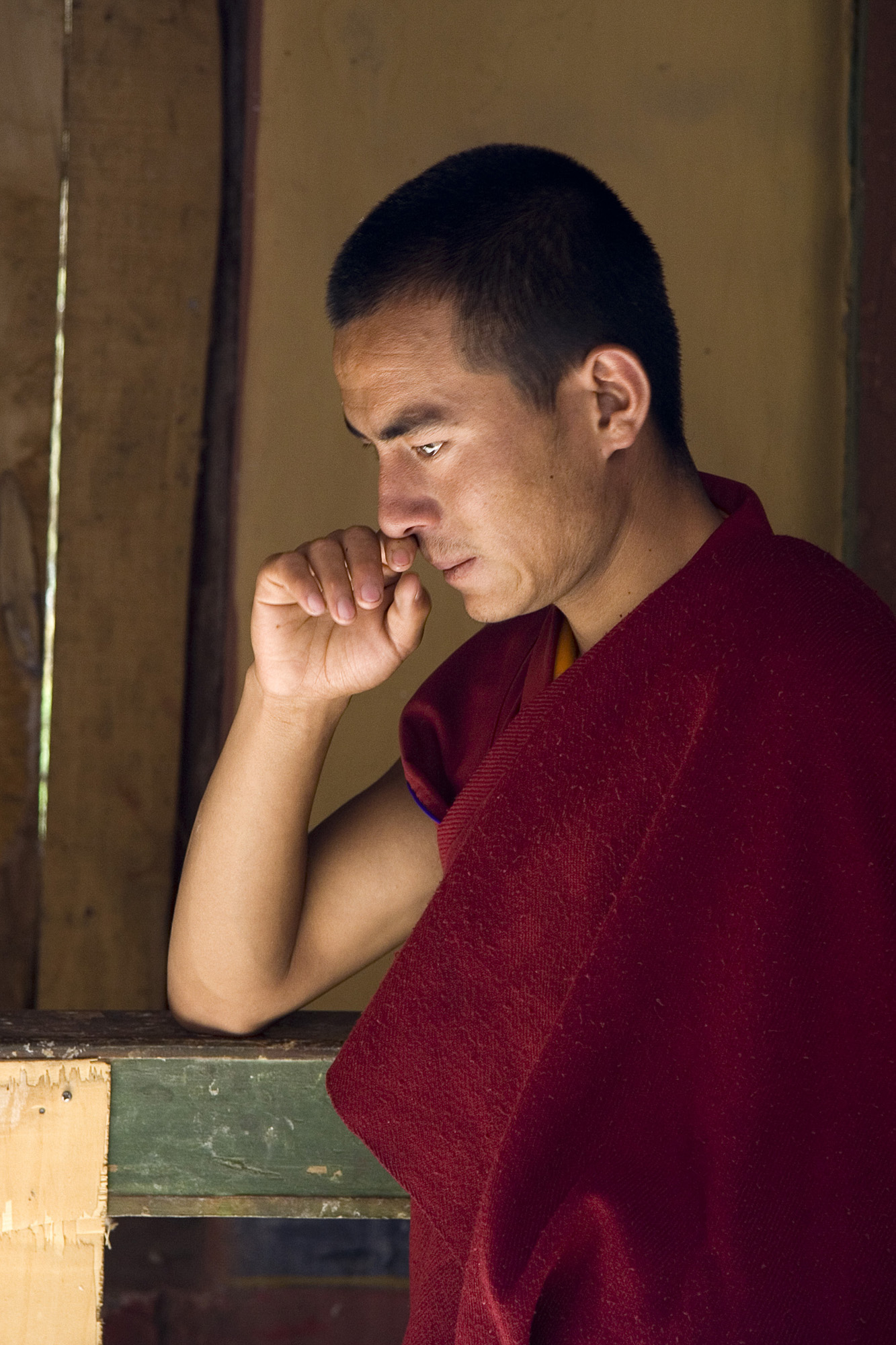
Buddhista szerzetes Tibetben
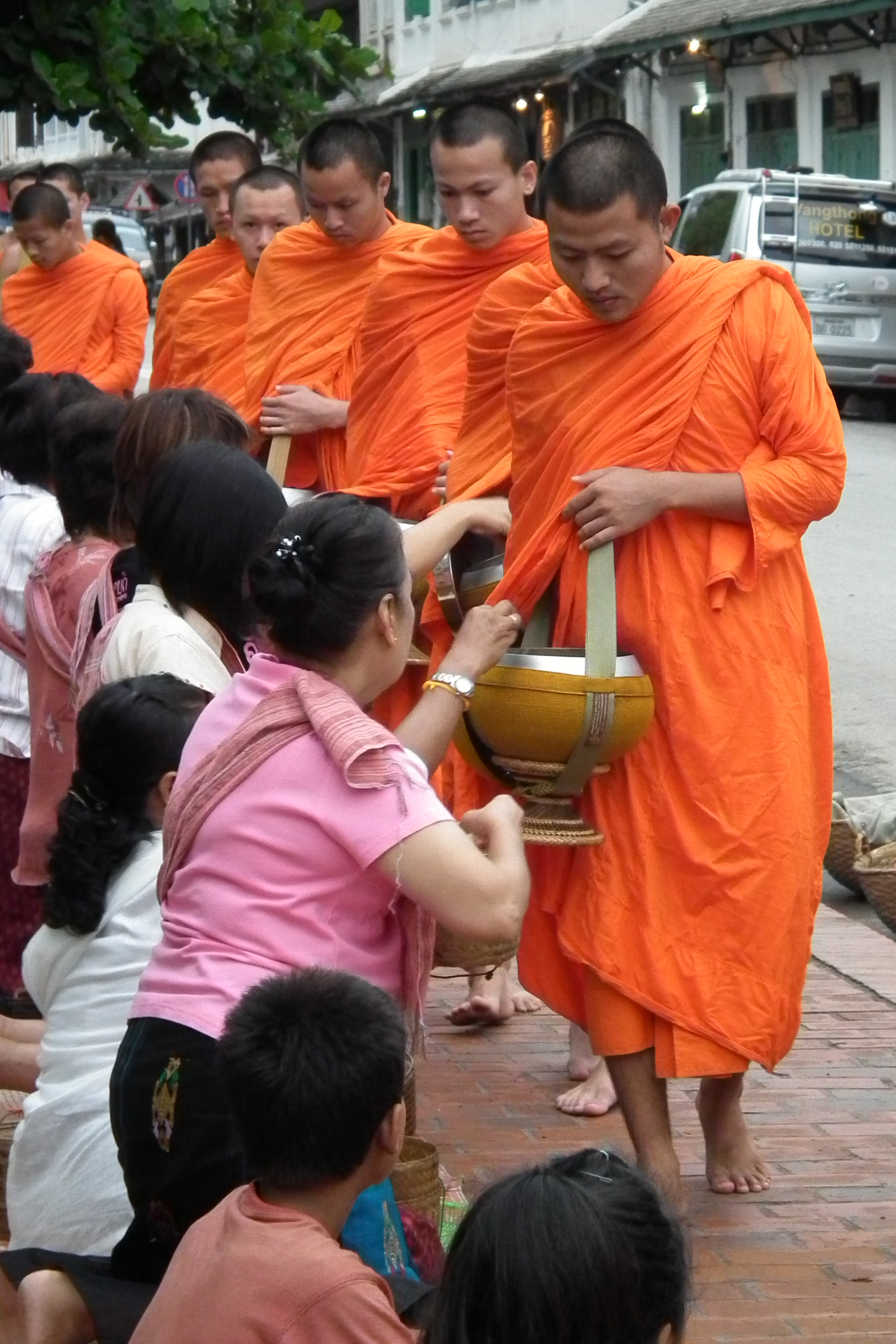
Szerzetesek Luangprabangban.
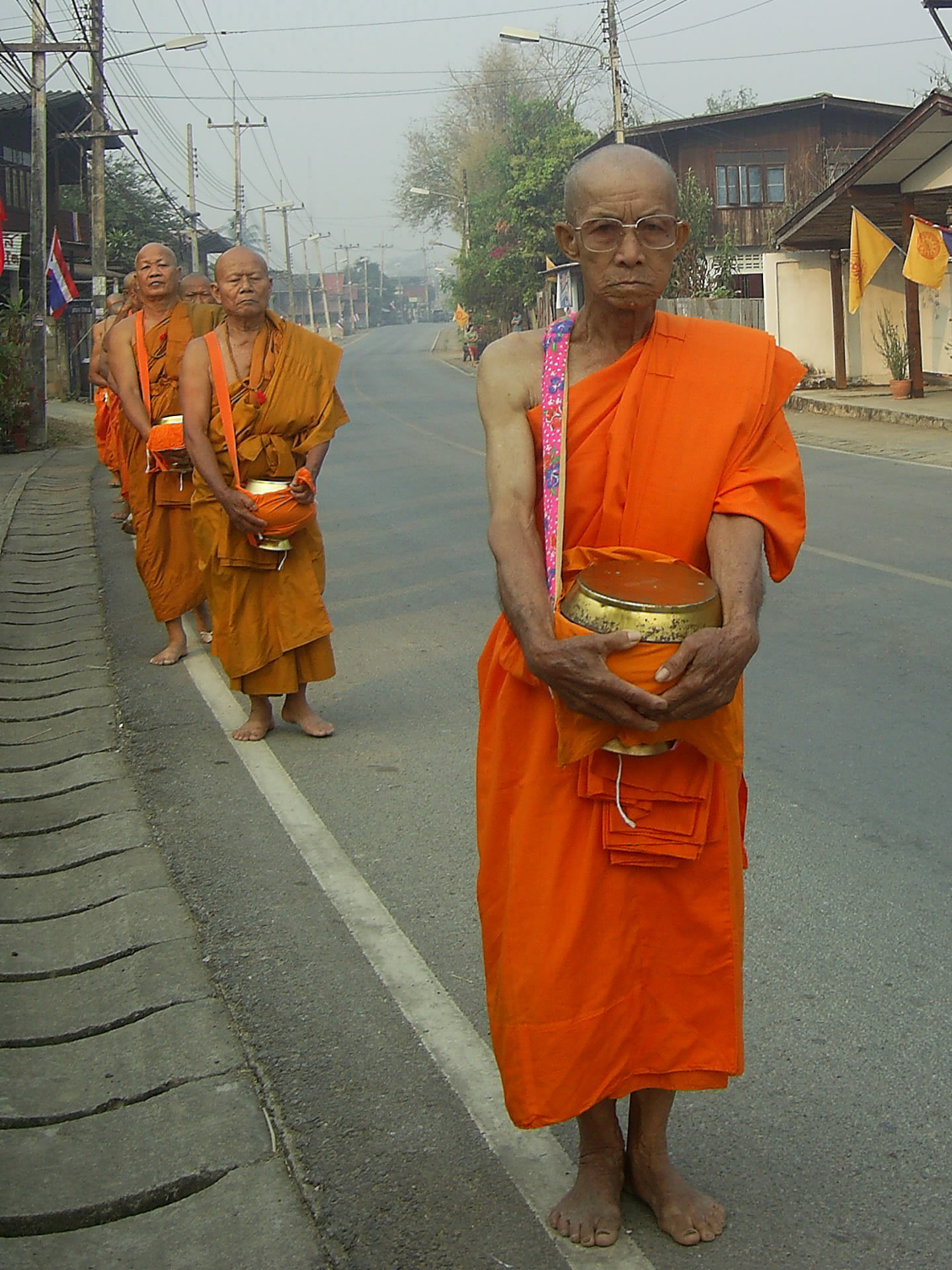
Szerzetesek Thaiföldön

## Külső hivatkozások
- Buddhista szerzetesek fegyelmi szabályai (angolul)
- 30 év tibeti szerzetesség nyugati emberként (angolul)